# Нераида (планина)
Нераида (на гръцки: Νεράιδα) е планина в Южен Пинд, северно от историческата област Аграфа. Най-висок е едноименния връх – 2074 m н.в.
Съседни планини са Тригия, Козяка, Авго.
В полите на Нераида са разположени селата Пертули, Нераидохори (Ветерник), Пира - на юг, Палиохори, Андона – на север.